# Брасід
Брасід (дав.-гр. Βρασίδας, ? — 422 до н. е.) — син Телліса, один з найкращих спартанських полководців періоду Пелопоннеської війни, відзначився вперше, змусивши в 431 до н. е. афінян відмовитися від нападу на Мефону у Мессенії.

## Біографія
Цей успіх придбав йому повну довіру з боку його співгромадян. Тому, коли спартанці, після невдач на острові Сфактерія і при Пілосі вирішили відвернути увагу афінян від Пелопоннесу нападом на їх колонії на Стрімоні, вони призначили Брасіда начальником невеликого війська, з яким він швидко пройшов в 424 до н. е. через Грецію і Фессалію і несподівано з'явився у Македонії, цар якої Пердікка II був у союзі зі Спартою.
Там завдяки дару переконання він привернув багато міст на бік Спарти й між ними багату колонію Амфіполь. Афіняни, побоюючись ще більших втрат, пропонували Спарті мир, а в 423 до н. е. дійсно було укладено перемир'я на рік. Проте не минуло й кілька днів, як в Афіни була принесена звістка про відокремлення міста Скіона. Оскільки Спарта відмовлялася повернути це місто на тій підставі, що воно раніше відокремилося, ніж до Македонії прийшла звістка про укладення перемир'я, то афіняни, переконані до того демагогом Клеоном, вирішили знову почати війну. Одночасно відокремилася також і Мендусь. Поки Брасід разом з Пердіккою робив похід проти лінкестійців, афіняни завоювали знову Мендусь та обклали Скіону, і Брасід не міг їм перешкодити в цьому.
Він зробив тоді невдалу спробу заволодіти Потідеєю і повинен був потім залишатися в бездіяльності. Афіняни між тим (422 до н. е.) послали до Македонії військо під проводом Клеона, який далеко поступався енергійному, шляхетному Брасіду. Він завоював, щоправда, багато міст, але потім ризикнув, бувши самовпевненим, дати битву при Амфіполі, в якій сам пав, негайно після перемоги помер і Брасід від отриманої ним смертельної рани.